# Olga

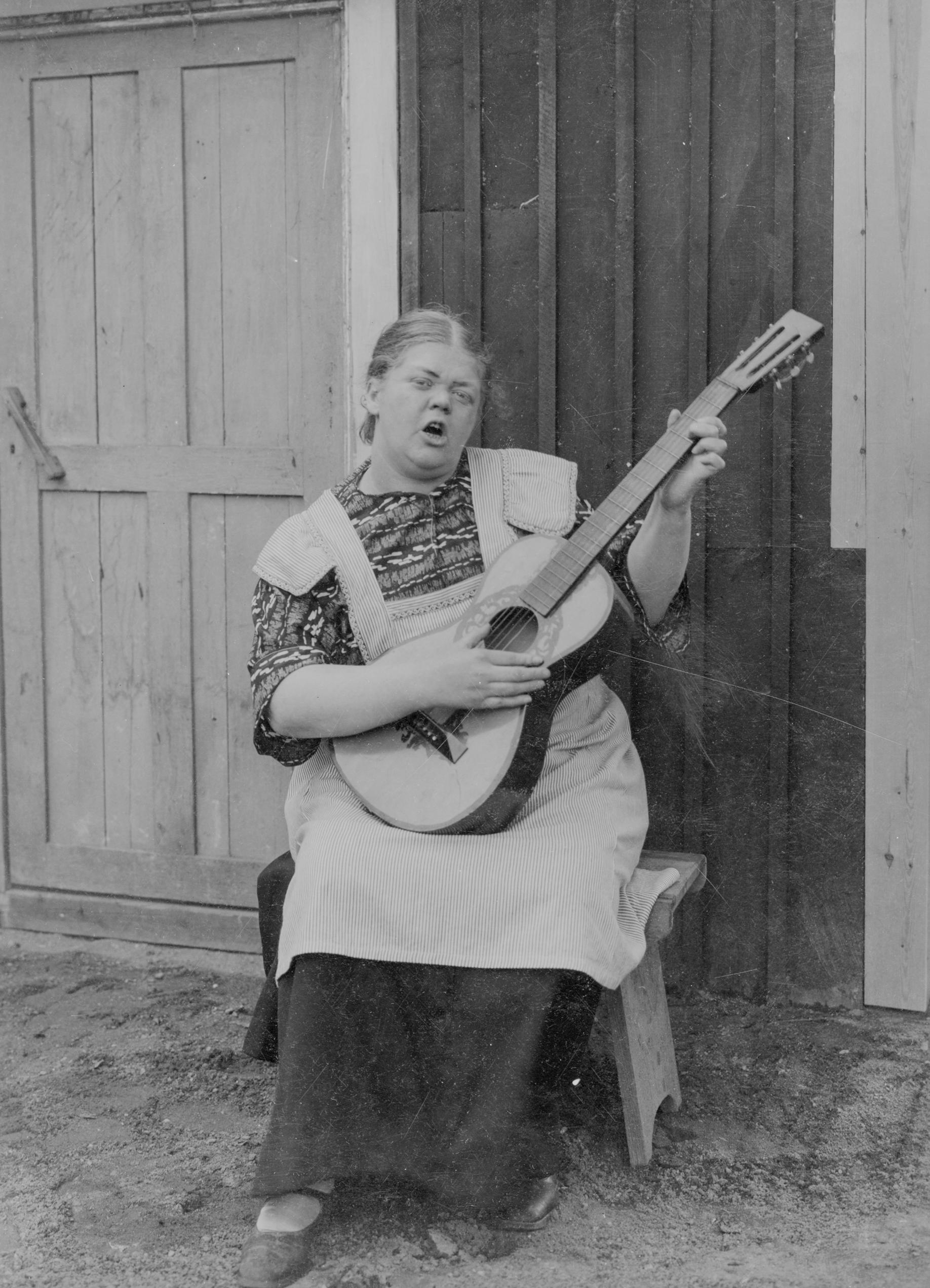
Olga Hellqvist, 1934.

Olga är ett ryskt kvinnonamn, bildat från det nordiska namnet Helga som betyder 'helig'. Olga är också en feminin variant av namnet Oleg. Namnet har varit i bruk i Sverige sedan mitten på 1800-talet och var populärt kring förra sekelskiftet. Det vanligaste ryska smeknamnet för Olga är Olea.
Den 31 december 2008 fanns totalt 5 525 kvinnor i Sverige med namnet Olga, varav 3 170 hade det som tilltalsnamn/förstanamn. År 2003 fick 30 flickor namnet, varav åtta fick det som tilltalsnamn.
Namnsdag i Sverige: 21 november, (1986–1992: 30 mars). I den finlandssvenska namnsdagslängden har Olga namnsdag 23 juli sedan starten 1929, då en egen namnsdagskalender togs i bruk för finlandssvenskar.

## Personer med namnet Olga
- Olga Adamsen, skådespelerska
- Olga Olivia Ahl, författare
- Olga Alexandrovna, rysk storfurstinna
- Olga Andersson, skådespelerska
- Olga Appellöf, skådespelerska
- Olga Baïdar-Poliakoff, fransk skådespelerska
- Olga Björkegren, skådespelerska
- Olga Boberg, chalmerslegend[6]
- Olga Bondarenko, rysk friidrottare, OS-guld 1988
- Olga Danilova, rysk skidåkare, OS-guld 1998
- Olga Hellquist, skådespelerska
- Olga Kameneva, rysk politiker
- Olga Kaniskina, rysk friidrottare, OS-guld 2008
- Olga Knudsen, dansk politiker
- Olha Kobyljanska, ukrainsk författare
- Olga Konstantinovna av Ryssland, grekisk drottning
- Olga Korbut, rysk gymnast, kallad "Sparven från Minsk", OS-guld 1972 och 1976
- Olga Kurylenko, ukrainsk fotomodell och skådespelerska
- Olga Magnusson, porträttmålare
- Olga Milles, österrikisk-svensk konstnär
- Olga Nikolajevna rysk storfurstinnan
- Olga Nizovtseva, rysk landslagsspelare i bandy
- Olga Pall, österrikisk alpin skidåkare, OS-guld 1968
- Olga Raattamaa, lokal profil
- Olga Raphael-Linden, konstnär och skådespelerska
- Olga Sandberg, ballerina
- Olga Svendsen, dansk skådespelerska
- Olga Tañon, puertoricansk sångerska
- Olga Tokarczuk, polsk författare, nobelpristagare 2019
- Olga av Kiev, furstinna, senare helgon
- Rock-Olga, artist

## Fiktiva figurer med namnet Olga
- Olga, fiktiv figur, förekommer i Berts bravader